# Брусник (община Неготино)
Вижте пояснителната страница за други значения на Брусник.
Брусник (на македонска литературна норма: Брусник) е село в Северна Македония, в община Неготино.

## География
Брусник е разположено на 10 километра източно от град Неготино на левия бряг на Вардар, в подножието на Конечката планина (Серта).

## История
В XIX век Брусник е турско юрушко село в Тиквешка кааза на Османската империя. Според статистиката на Васил Кънчов („Македония. Етнография и статистика“) от 1900 година Брусник има 160 жители турци юруци и 5 цигани.
След Междусъюзническата война в 1913 година селото попада в Сърбия.
На етническата си карта от 1927 година Леонард Шулце Йена показва Брусник (Brusnik) като турско село.